# Putain de camion (album)
Putain de camion è l'8° album studio di Renaud, pubblicato nel 1988.

## Storia
L'intero album e l'omonima canzone sono dedicati ai figli dell'amico Coluche, morto tragicamente un paio di anni prima, e a sua figlia Lolita di cui lo stesso Coluche fu padrino.
La copertina è un bouquet di papaveri, i fiori preferiti da Coluche.

## Tracce
1. Jonathan (dedicato a Johnny Clegg)
2. Il pleut
3. La Mère à Titi
4. Triviale poursuite
5. Me jette pas
6. Rouge-gorge (dedicato a Robert Doisneau)
7. Allongés sous les vagues
8. Cent ans
9. Socialiste
10. Petite
11. Chanson dégueulasse
12. Putain de camion

## Crediti
- Arrangiamenti e realizzazione: Franck Langolff, Jean-Philippe Goude, Philippe Osman, Bertrand Chatenet e Renaud.
- Ingegneri del suono: Julian Stoll, Claude Le Louarn
- Mix: Julian Stoll, Claude Le Louarn, Emmanuel Guiot e Serge Pauchard
- Basso: Philippe Osman, Bernard Paganotti
- Batteria: Claude Salmiéri, Amaury Blanchard
- Chitarre: Jean-Pierre Alarcen, Franck Langolff, Philippe Osman, François Ovide
- Piano: Philippe Osman, Hervé Lavandier, Jean-Philippe Goude
- Cori zulu: Patrick Sefolosha, Tefo Hlaele
- Accordi: Jean-Louis Roques
- Cori: Luc Bertin, Alain Labacci, Philippe Osman, Franck Langolff, Renaud
- Programmazione: Philippe Osman
- Percussioni: Marc Chantereau
- Sax: Pierre-Jean Gidon
- Fender: Hervé Lavandier
- Strumenti a corda: France Dubois, Christophe Guiot, "Papy" Llinares, Hubert Varon, Jean-Philippe Audin
- Regia degli strumenti a corda: Claude Dubois